# 漫威恐懼之冒險系列電視劇
漫威恐懼之冒險系列電視劇（英語：Adventure into Fear）是基於漫威漫畫出版物中的角色製作的超級英雄系列電視劇，由漫威電視和ABC工作室共同開發製作，計劃於串流媒體平台Hulu首播。本系列電視劇屬於漫威電影宇宙，與其中的系列電影和其他電視劇處於共同的架空世界。
2019年5月，漫威Netflix系列電視劇全部取消製作之後，Hulu預訂了漫威恐懼之冒險系列電視劇，原定的第一部為《惡靈戰警》，在電視劇《神盾局特工》第四季中飾演「惡靈戰警」 羅伯托·「羅比」·雷耶斯的蓋布瑞·盧納繼續出演該角色。2019年9月，Hulu宣佈停止開發《惡靈戰警》。因此《地獄風暴》成為本系列第一部電視劇，湯姆·奧斯滕和席德妮·李蒙（Sydney Lemmon）領銜出演戴蒙·赫爾斯壯和安娜·赫爾斯壯，計劃於2020年首播。2019年12月，漫威調整製作架構，漫威電視併入漫威影業，隨後漫威終止開發包含本系列在內的所有原漫威電視項目。

## 開發
2019年5月，漫威Netflix系列電視劇全部取消製作之後，漫威電視宣佈開發兩部新電視劇《惡靈戰警》和《地獄風暴》，分別基於漫威漫畫的角色惡靈戰警、戴蒙·赫爾斯壯和安娜·赫爾斯壯，計劃於串流媒體平台Hulu首播。兩劇之間的關係類似於漫威Netflix系列電視劇，但不會與漫威電影宇宙系列電影和其他電視劇聯動。8月，漫威對旗下電視劇統籌分類時，將該系列電視劇稱為「漫威恐懼之冒險系列」（Adventure into Fear）。傑夫·洛布表示劇集將為漫威電視劇增加恐怖和令人顫慄的元素。
9月，Hulu宣佈停止開發《惡靈戰警》，《地獄風暴》仍繼續製作。2019年12月，漫威電視併入漫威影業之後，漫威電視的其他電視劇均停止開發。

## 電視劇
| 劇集         | 季數 | 集数 | 集数 | 上線日期       | 上線日期       | 上線日期 | 節目統籌        |
| 劇集         | 季數 | 集数 | 集数 | 首映           | 季终           | 电视网   | 節目統籌        |
| ------------ | ---- | ---- | ---- | -------------- | -------------- | -------- | --------------- |
| 《地獄風暴》 | 1    | 10   | 10   | 2020年10月16日 | 2020年10月16日 | Hulu     | 保羅·茲畢修斯基 |

### 《地獄風暴》
戴蒙·地獄風暴和安娜·赫爾斯壯是神秘且強大連環殺手的一對兒女，他們探索人性中最糟糕的一面。
2019年5月，Hulu宣佈預訂《地獄風暴》，改編自漫威漫畫的角色戴蒙·赫爾斯壯和撒旦娜，在劇中兩人的名字為戴蒙·赫爾斯壯和安娜·赫爾斯壯。保羅·茲畢修斯基為節目統籌，他與卡里姆·澤里克（Karim Zreik）以及傑夫·洛布擔當執行監製。湯姆·奧斯滕和席德妮·李蒙（Sydney Lemmon）領銜出演戴蒙·赫爾斯壯和安娜·赫爾斯壯。2019年10月至2020年3月，劇集在加拿大溫哥華拍攝。2020年3月殺青。
《地獄風暴》於2020年10月16日在Hulu首播。2021年2月23日，该作作为“星空”首发阵容在美国以外地区的Disney+上线。

## 演員及角色
| 角色              | 《地獄風暴》    |
| ----------------- | --------------- |
| 看守人            | 羅勃·威斯頓     |
| 路易絲·黑斯廷斯   | 朱·卡里爾       |
| 安娜·地獄風暴     | 席德妮·李蒙     |
| 戴蒙·地獄風暴     | 湯姆·奧斯滕     |
| 維多莉亞·地獄風暴 | 伊麗莎白·瑪佛爾 |
| 蓋布瑞拉·羅塞蒂   | 亞莉安娜·奎拉   |
| 克里斯            | 亞蘭·烏伊       |

### 迴響
| 影集         | 季數 | 季數 | 爛番茄          | Metacritic    |
| ------------ | ---- | ---- | --------------- | ------------- |
| 《地獄風暴》 |      | 1    | 35%（17篇評論） | 42（6篇評論） |

## 未播出劇集

### 《惡靈戰警》
2019年5月，Hulu宣佈開發《惡靈戰警》相關的真人劇集，在電視劇《神盾局特工》第四季中飾演「惡靈戰警」 羅伯托·「羅比」·雷耶斯的蓋布瑞·盧納繼續出演該角色。英格麗·艾絲卡杰達（Ingrid Escajeda）擔任節目統籌，並與《神盾局特工》編劇保羅·茲畢修斯基以及漫威電視總裁傑夫·洛布共同擔任劇集監製。劇集在設定上不是電視劇《神盾局特工》的衍生劇，將以全新角度講述「《神盾局特工》中出現的角色」。2019年9月25日，由於創作分歧，製作方宣佈不再繼續推進該劇集。

## 備註
1. ↑  2019年12月，漫威調整製作架構，漫威電視併入漫威影業，《地獄風暴》的製作公司改為漫威影業，仍由原漫威電視的監製主導製作[7]。
2. ↑  《地獄風暴》第一季於2021年2月23日在Disney+「星空」板塊播出[8]。